# Lijst van beelden in Lansingerland
Dit is een (onvolledige) lijst van beelden in Lansingerland. Onder een beeld wordt hier verstaan elk driedimensionaal kunstwerk in de openbare ruimte van de Nederlandse gemeente Lansingerland, waarbij beeld wordt gebruikt als verzamelbegrip voor sculpturen, standbeelden, installaties, gedenktekens en overige beeldhouwwerken.
| Geplaatst | Omschrijving                          | Kunstenaar         | Straat                              | Plaats              | Materiaal | Afbeelding |
| --------- | ------------------------------------- | ------------------ | ----------------------------------- | ------------------- | --------- | ---------- |
| 1910      | Sint Willibrord                       |                    | Smitshoek 122 (kerk)                | Bergschenhoek       |           |            |
| 1949      | Oorlogsmonument                       | Gerard Hoppen      | van Koetsveldstraat (Begr.pl)       | Berkel en Rodenrijs |           |            |
| 1955?     | Heilig Hartbeeld                      | Albert Meertens    | Smitshoek 120 (tuin)                | Bergschenhoek       |           |            |
|           | Indiemonument                         |                    | van Koetsveldstraat (Begr.pl)       | Berkel en Rodenrijs |           |            |
|           | Herinneringskruis                     |                    | Bergweg Zuid                        | Bergschenhoek       |           |            |
| 1974      | Pilonen                               | Lon Pennock        | Rottedijk                           | Bleiswijk           |           |            |
| 1997      | De Regen                              |                    | Raadhuislaan 7                      | Berkel en Rodenrijs |           |            |
| 1997      | De Visch                              | Jan Samsom         | Westerwater, Centrumpassage         | Berkel en Rodenrijs |           |            |
| 2002      | Deaf, Dumb and Blind                  | Helen Frik         | Zuiderparklaan, tegenover Klooslaan | Bergschenhoek       |           |            |
| 2004      | Memory                                | Peter Randall-Page | Amarylistuin/ Hyancinthustuin       | Bergschenhoek       |           |            |
| 2004      | Ik ben moeder natuur                  | Theo Schepens      | Anemonentuin/ Vondelstraat          | Bergschenhoek       |           |            |
| 2004      | Standplaats Terschelling/ Zwerkduiker | Tine van de Weyer  | Noorderparklaan 2                   | Bergschenhoek       |           |            |
| 2004      | Spetter                               | Dorothé Jehoel     | Noorderparklaan/ Catsstraat         | Bergschenhoek       |           |            |
| 2007      | Spoortunnel                           | Marcel Kronenburg  | Bergsche Bos / Rottebranddreef      | Bergschenhoek       |           |            |
| 2010      | Staande man                           | Erik Buijs         | Waddenweg bij Anjerdreef            | Berkel en Rodenrijs |           |            |
| 2010      | Staande man (2)                       | Erik Buijs         | Waddenweg 100                       | Lansingerland       |           |            |
| 2011      | De Noorderling                        | Henk Visch         | Tolhekplein                         | Berkel en Rodenrijs |           |            |
|           | Verzetsmonument                       |                    | Smitshoek                           | Bergschenhoek       |           |            |
|           | Oorlogsmonument                       |                    | Kerkstraat hoek Dorpsstraat         | Bleiswijk           |           |            |
|           | Indiemonument                         |                    | Kerkstraat hoek Dorpsstraat         | Bleiswijk           |           |            |
|           | Trophy 1993                           | Hans van Bentem    | Bergsche Bos / Rottebranddreef      | Bergschenhoek       |           |            |
|           | onbekend                              |                    | Dorpsstraat                         | Bergschenhoek       |           |            |
|           | Lezende moeder met kind               | Paul Vinke         | Dorpsstraat 7                       | Bleiswijk           |           |            |
|           | Stap naar de toekomst                 | Corry Ammerlaan    | Dorpsstraat, gevel Blokker          | Bergschenhoek       |           |            |
|           | Hanging greenhouses                   | Piet Kouwenhoven   | Hoefweg hoek Heulslootweg           | Bleiswijk           |           |            |
|           | Groei elementen                       | Bas van Leeuwen    | Noordeindseweg, bij Sint Petrus     | Berkel en Rodenrijs |           |            |
|           | Groei elementen (2)                   | Bas van Leeuwen    | Schiebroekseweg, gemeentehuis       | Lansingerland       |           |            |
|           | Zonder titel (mobile)                 | Bas van Leeuwen    | Schiebroekseweg, gemeentehuis       | Lansingerland       |           |            |
|           | Spuitgasten                           | onbekend           | Berkelse poort bij brandweer        | Berkel en Rodenrijs |           |            |
|           | onbekend                              | onbekend           | Laan van Romen                      | Berkel en Rodenrijs |           |            |
|           | Bloempotten                           | onbekend           | Doenkade                            | Lansingerland       |           |            |